# غوردون تايلور (عسكري)
غوردون تايلور (بالإنجليزية: Patrick Gordon Taylor)‏ هو عسكري أسترالي، ولد في 21 أكتوبر 1896 في Mosman, New South Wales ‏ في أستراليا، وتوفي في 15 ديسمبر 1966 في هونولولو في الولايات المتحدة.